# Tip Foster
Pour les articles homonymes, voir Reginald Foster.
Reginald Erskine Foster, dit Tip Foster, est un joueur de cricket et footballeur anglais né le 16 avril 1878 à Malvern dans le Worcestershire et mort le 13 mai 1914 à Londres. Il est le seul sportif à avoir été capitaine à la fois de l'équipe d'Angleterre de cricket et de l'équipe d'Angleterre de football.

## Biographie
Reginald Foster naît le 16 avril 1878 à Malvern dans le Worcestershire. Son père et sa mère l'entraînent très jeune au cricket. Il est d'abord éduqué à Malvern College, puis à l'Université d'Oxford de 1897 à 1900. Il représente l'université à la fois en football et en cricket. En 1900, en cricket, il réussit un score de 171 courses contre Cambridge, ce qui est alors un record dans la rencontre entre les deux universités. La même saison, il est sélectionné dans l'équipe des amateurs (Gentlemen) contre celle des professionnels (Players) pour le match Gentlemen v. Players et devient le premier batteur à réussir un century dans chacune de ses deux manches lors de cette confrontation.
Attaquant au sein du Corinthians FC, Foster dispute cinq matchs avec l'équipe d'Angleterre de football entre 1900 et 1902 dans le British Home Championship. Il marque trois buts en tout et est capitaine lors d'un match. Le 9 mars 1901, il réalise notamment un doublé contre l'Irlande.
En cricket, il débute avec le Worcestershire en 1899, la première année où le club participe au County Championship. Six de ses frères ont déjà fait de même ou font de même dans les années qui suivent. Parmi eux, Henry et Maurice sont un temps capitaines de l'équipe. La présence et l'influence des frères Foster sur le club lui valent le surnom de « Fostershire ». Reginald Foster succède à ce poste à Henry en 1901 avant de lui rendre la saison suivante. 1901 est la seule saison complète qu'il dispute avec le club, et sa présence sur les terrains de cricket se font plus rare par la suite.
En 1903-1904, il participe à la tournée de l'équipe d'Angleterre de cricket en Australie. À l'occasion de son premier test-match, contre la sélection locale, il réalise un score de 287 courses. C'est un record du monde à ce niveau jusqu'à ce qu'il ne soit dépassé par Andy Sandham (325 courses) en 1930, et battant les 211 courses de Billy Murdoch en 1884. Aucun joueur n'a fait mieux depuis dans le test-match de ses débuts. Ses autres scores sont beaucoup moins bons au cours de la tournée. À cause de ses activités extra-sportives, il ne retrouve la sélection qu'en 1907, lors de la visite de l'Afrique du Sud en Angleterre. Il est nommé capitaine à cette occasion. Il refuse cependant de participer à la tournée en Australie en 1907-1908.
Il dispute sa dernière rencontre avec le Worcestershire en 1912. Sa santé se détériore l'année suivante et il meurt du diabète le 13 mai 1914, à Londres.

## Bilan sportif
Tip Foster est l'un des douze internationaux anglais à la fois en cricket et en football. Parmi ceux-ci, il est le seul à avoir été capitaine des deux sélections.

### Cricket

#### Principales équipes
|                                | Test        |
| ------------------------------ | ----------- |
| Angleterre                     | 1903 - 1907 |
|                                | First-class |
| Oxford University (Angleterre) | 1897 - 1900 |
| Worcestershire (Angleterre)    | 1899 - 1912 |

#### Statistiques
À l'occasion de son premier test-match, Tip Foster réussit un score de 287 courses au Sydney Cricket Ground contre l'équipe d'Australie. Il bat ainsi le record du monde dans ce format de l'Australien Billy Murdoch, 211 courses contre l'Angleterre à The Oval en 1884. L'Anglais Andy Sandham détrône Foster en 1930, avec 325 courses contre les Indes occidentales. C'est encore à ce jour le meilleur score réalisé par un débutant en une manche à ce niveau. En huit test-matchs, Foster ne réalise qu'un seul century, cette manche de 287 courses.

### Football
| Équipe            | Années      |
| ----------------- | ----------- |
| Angleterre        | 1900 - 1902 |
| Oxford University |             |
| Corinthians FC    |             |

## Honneurs
- Un des cinq Wisden Cricketers' of the Year en 1901[1].